# 韓邦奇
韓邦奇（1479年—1556年1月23日），字汝節，號苑洛，陝西西安府同州朝邑县民籍，洛南县人，明朝政治人物，正德戊辰進士。嘉靖間官至南京兵部尚書。

## 生平
韓邦奇生於官宦家庭，其父韓紹宗，官至福建按察副使。弘治十七年（1504年）甲子科陕西乡试第二名举人，正德三年（1508年）韩邦奇与弟韩邦靖同登戊辰科进士（会试第一百二十九名，廷试二甲五十七名），歷任吏部考功司主事、升员外郎。
正德九年（1514年）任浙江按察司佥事。任职期间，宦官王堂等至浙江，四处搜刮民财，强征富春江的鱼产、富阳一带的茶叶，邦奇作民歌《富春谣》一诗。王堂指控韩邦奇作歌怨谤。明武宗怒甚，下诏入狱，朝臣上书营救，最後被革职。
嘉靖八年（1535年）为山西巡抚。嘉靖二十三年（1544年）首輔周用任其总理全国河道，升调南京都察院右都御史，不久，升南京兵部尚书。嘉靖二十九年（1549年）五次上书乞请解职獲准。《关学编》称他“文理兼备，象数可与邵康节，论道体乃独取张横渠”。
嘉靖三十四年腊月十二（1556年1月23日）發生嘉靖大地震，韓邦奇在地震時掉入火炕灶中，被活活燒死，与南京光祿寺卿馬理、郎中薛祖学、员外贺承光、主事王尚礼、进士白大用、御史杨九泽、南京國子監祭酒王维桢等同日遇難。

## 著作
著有《性理三解》、《易占经纬》、《易说》等。

## 家族
曾祖韩子肅。祖韩顯，贈刑部郎中。父韩绍宗，按察司副使。母阎氏，封宜人。具庆下，兄邦輔、韩邦彦（贡士）、弟邦憲、韩邦靖（同科进士）、邦達、邦翊。

## 延伸阅读
[在维基数据编辑]
 在维基文库阅读此作者作品
 《國朝獻徵錄·卷之四十二》，出自焦竑《國朝獻徵錄》
 《明史卷二百〇一》，出自《明史》